# Blozende korstkogelzwam
De blozende korstkogelzwam (Hypoxylon rutilum) is een schimmel behorend tot de familie Hypoxylaceae. Hij leeft saprotroof op dode takken van Fagus in bossen op vruchtbare bodems.

## Kenmerken
Bij deze soort zijn de sporen niet langer dan 10 µm en steken de openingen van de perithecia duidelijk uit.

## Verspreiding
In Nederland komt hij zeldzaam voor. Hij staat op de rode lijst en is de categorie 'Gevoelig'.